# Kelly Asbury
Kelly Asbury, född 15 januari 1960 i Beaumont i Texas, död 26 juni 2020 i Encino i Kalifornien, var en amerikansk animatör och regissör. Asbury regisserade filmerna Spirit – Hästen från vildmarken (2002), Shrek 2 (2004), Gnomeo och Julia (2011), Smurfarna: Den försvunna byn (2017) och UglyDolls (2019).

## Filmografi
- 2002 – Spirit – Hästen från vildmarken (regi)
- 2004 – Shrek 2 (regi och röst)
- 2011 – Gnomeo och Julia (regi, manus och röst)
- 2017 – Smurfarna: Den försvunna byn (regi och röst)
- 2019 – UglyDolls (regi och röst)